# Icewind Dale
Icewind Dale este un joc video de rol din 2000 dezvoltat de Black Isle Studios, primul din seria omonimă. Are loc în regiunea Dungeons & Dragons Forgotten Realms Icewind Dale (Faerûn), dar cu decenii înainte de evenimentele descrise în cărțile lui R. A. Salvatore, care au făcut ca zona să facă parte din Faerûn. A fost publicat de Interplay Entertainment pentru Windows la 29 iunie 2000 și de MacPlay pentru Macintosh în 2002 (pentru Classic Mac OS și OS X).
Icewind Dale a avut recenzii pozitive, fiind lăudat pentru coloana sonoră și gameplay. A fost un succes comercial, cu peste 400.000 de unități vândute în toată lumea la începutul lui 2001. O expansiune, Icewind Dale: Heart of Winter, a fost lansată în 2001, și o continuare, Icewind Dale II, a fost lansată în 2002. O refacere de Overhaul Games, denumită Icewind Dale: Enhanced Edition⁠(d), a fost lansată pentru câteva platforme în 2014.